# 愛知敬一
愛知 敬一（あいち けいいち、1880年〈明治13年〉7月25日 - 1923年〈大正12年〉6月23日）は、日本の物理学者。
東北帝国大学理科大学物理学科教授を務めた。

## 生涯
1880年（明治13年）東京府生まれ。
東京帝国大学卒業。東京帝大講師、京都帝大助教授。ヨーロッパへの留学を経て、1911年（明治44年）に東北帝国大学理科大学（理学部）の教授に就任した。1912年には、総長推薦によって同大学から博士号（物理学）を授与された。
1922年（大正11年）のアルベルト・アインシュタイン訪日時には、神戸港に出迎え、仙台市公会堂で行われた講演会でも通訳を務めた。
1923年（大正12年）、食中毒（フグ毒による）により急死、42歳没。

## 栄典
位階
- 1923年（大正12年）6月23日 - 従四位[2]・正四位[3]

勲章等
- 1923年（大正12年）6月23日 - 勲三等瑞宝章[2]

## 家族
父・信元は、幕末には小姓として徳川慶喜に仕え、明治維新以降には学習院や華族女学校（現学習院女子高等科）で数学を教えていた人物であった。息子の愛知揆一は政治家となり、外務大臣、大蔵大臣などを歴任した。同じく政治家の愛知和男は揆一の娘婿、愛知治郎は曾孫である。

## 著書

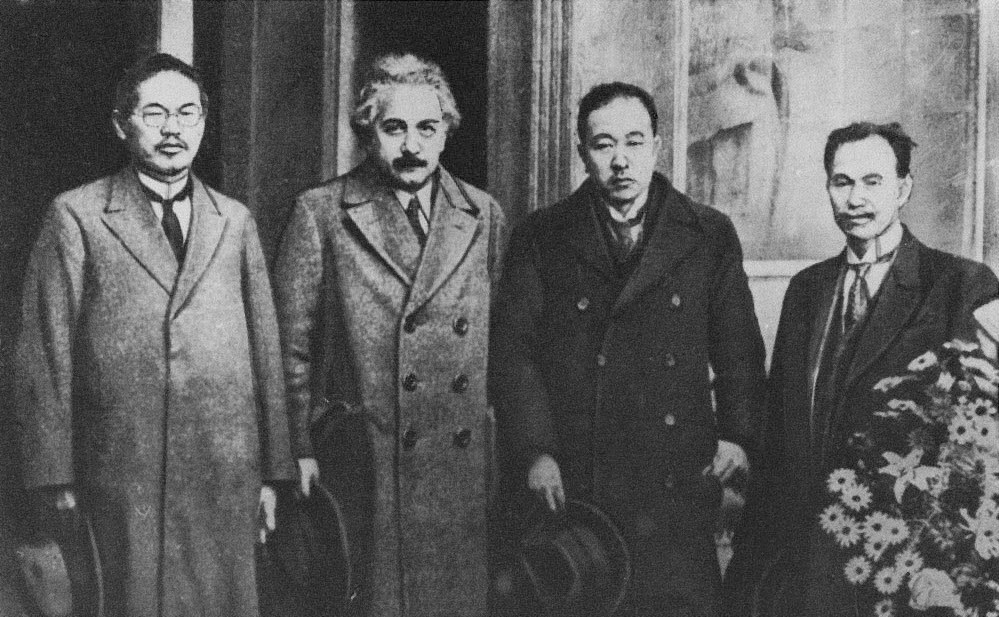
1922年、東北帝大にて。左から、本多光太郎、アインシュタイン、愛知、日下部四郎太

- 『科学叢話 自然の美と恵』丸善、1918年11月。NDLJP:956663。
- 『力学』裳華房、1919年1月。NDLJP:931146。
- 『放射能概論』丸善、1920年7月。NDLJP:931154。
- 『電気学の泰斗ファラデーの伝』岩波書店、1923年5月。NDLJP:971975。
- 『通俗電気講話 電子の自叙伝』裳華房、1923年12月。NDLJP:961362。
- 『理論物理学』裳華房、1924年10月。NDLJP:931192。

### 共著
- 愛知敬一、角尾猛次郎『実用高等数学』大日本図書、1909年2月。NDLJP:826228。
  - 愛知敬一、角尾猛次郎『実用高等数学』（訂正再版）大日本図書、1920年9月。NDLJP:930874。

### 共訳
- カール・フリードリヒ・ガウス 著、愛知敬一・大久保準三・山田幸五郎 訳、東北帝国大学 編『ポテンチヤル論・地磁気論』丸善〈科学名著集 第4冊〉、1914年6月。NDLJP:950351。